# Percy Yutar
Percy Yutar (Ciudad del Cabo, Unión Sudafricana, 19 de julio de 1911- Johannesburgo, Sudáfrica, 13 de julio de 2002) fue el primer judío fiscal general de Sudáfrica. El enjuició a Nelson Mandela resultando en múltiples condenas y una sentencia a cadena perpetua.

## Primeros años
Percy Yutar nació en el suburbio de Woodstock en Ciudad del Cabo. Hijo de padres inmigrantes de Lituania como la mayoría de la antigua comunidad judía del país. Percy era uno de ocho hijos y el dinero era escaso. Así que de joven trabajó en la carnicería de su padre.
Yutar asistió a la Universidad de Ciudad del Cabo con una beca, y en 1937 recibió su doctorado en derecho. Pero a pesar de su educación, dada la prevalencia del antisemitismo en Sudáfrica en ese momento, tuvo que trabajar, durante cinco años, en una baja posición legal de una oficina de correos. En 1940, fue nombrado fiscal estatal junior y finalmente se convirtió en fiscal general adjunto, el primero en el Estado Libre de Orange, y más tarde en Transvaal.

## Juicio de Rivonia y apoyo alapartheid
Yutar fue el fiscal en el Juicio de Rivonia de 1963 contra Nelson Mandela y otros 9 acusados. Yutar acusó a los 10 de sabotaje y conspiración, en lugar del delito más grave de traición. Mandela y 7 co-acusados fueron condenados, mientras que los otros dos fueron absueltos. Durante la sentencia, Yutar argumentó que todo el peso de la ley debía aplicarse a los acusados, pero no especificó si creía que los acusados debían ser ejecutados o condenados a prisión. Dado que la pena de muerte rara vez se usaba para el sabotaje y la conspiración, el juez Quartus de Wet condenó a los acusados a cadena perpetua. Activistas en contra del apartheid condenaron el veredicto de culpabilidad, pero se sintieron aliviados de que Mandela no hubiera sido acusado de traición y que no fuera ejecutado.
Durante el juicio, Yutar interrogó brutalmente a algunos de los acusados. Yutar incluso llevó a cabo un interrogatorio hostil contra Alan Paton que había aparecido en la mitigación de la sentencia. Yutar acusó a los acusados de decir mentiras al mundo sobre que los negros africanos en Sudáfrica estaban oprimidos. En realidad, dijo, que los africanos eran pacíficos, respetuosos de la ley y leales al régimen.
Cuando Mandela fue trasladado desde Pretoria a la isla Robben para cumplir su sentencia de cadena perpetua, Yutar fue llamado en los medios como el salvador de Sudáfrica, el defensor de la civilización contra las fuerzas de la oscuridad. Avivó esta imagen en cada oportunidad para atenuar los temores blancos de un inminente baño de sangre. Yutar fue considerado como un verdadero patriota por el entonces ministro de justicia, John Vorster, y elogiado como un azote de los movimientos de liberación, en particular del Congreso Nacional Africano, que calificó como una organización terrorista dominada por los comunistas que engañó a las masas negras. Trabajó estrechamente con la policía de seguridad, que lo tenía en alta estima. Benjamin Pogrund, exeditor adjunto de The Rand Daily Mail en Johannesburgo, confirmó que la policía de seguridad amaba a Yutar. " Me dijeron que lo amaban porque él hizo lo que les pedía. Lo que querían, lo hizo, incluyendo todos sus histrionismos en la Corte. Se decía que Yutar era indiferente hacia el Apartheid.
Años después, luego del fin del apartheid, Yutar declaró que creía que, de hecho, había salvado la vida de los acusados de Rivonia, acusándolos de sabotaje en lugar de traición. En su última entrevista grabada declaró: "Si solo hubiese pedido la pena de muerte, el juez habría concedido... Habrían sido nombrados mártires y eso habría llevado a una revolución infernal y una sangrienta guerra civil... Y no tengo la menor duda de que actué correctamente y salvé a este país ".  George Bizos, uno de los abogados defensores del juicio, esto era una burda mentira.
Décadas más tarde, el 23 de noviembre de 1995, un indulgente Mandela invitó a Yutar a un almuerzo kosher y supuestamente dijo que Yutar simplemente estaba cumpliendo con su deber como fiscal estatal.
Yutar era una figura controvertida cuya "imagen vengativa y prohibitiva como un implacable oponente de la lucha contra el apartheid contrastaba con su persona privada como un esposo y padre gentil y devoto, que amaba la música clásica".

## En la cultura popular
En la película de 2017, Un acto de desafío, el equipo de defensa de Nelson Mandela asumió inicialmente que los antecedentes judíos de Yutar ayudarían a la difícil situación de sus acusados. En una reunión con el abogado de Mandela, Bram Fischer, Yutar dice de que los coacusados judíos de Mandela, a quienes llama "terroristas judíos", pusieron a la comunidad judía en riesgo de violencia por parte de los sudafricanos blancos.